# Transports au Sénégal

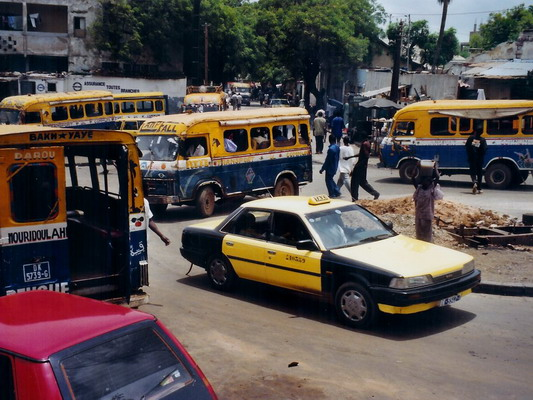
Taxi et car rapide à Dakar.

Les moyens de transport au Sénégal sont essentiellement dominés au niveau de la capitale par les « cars rapides », « bus », « clandos » (véhicules particuliers roulant sur des itinéraires souvent fixes), taxis ou Jakartas (Moto taxi). 
Il y a aussi la présence de garages où se réunissent ces moyens de locomotion, avec le plus grand parking sis à Pikine nommé « Les beaux maraîchers » où l'on peut trouver des automobiles de tout type pour toutes les destinations au niveau national (longues distances).
Au niveau de certaines régions (présence d'îles ou villages éloignés), le transport est assuré essentiellement par les « clandos » (cf. ci-haut), des minibus, des pickups modifiés pour le transport, des pirogues dans les zones d'îles, ou des calèches.
Par voie maritime, la liaison Dakar-Casamance est assurée par des ferry au niveau de la gare de Dakar.
Sortant de la capitale, l'autoroute et le péage sont fonctionnels ainsi que le nouvel aéroport à Diass ou l'autoroute Ila Touba inaugurée en décembre 2018. On peut aussi noter le projet Bus Rapide Transit dont les travaux ont commencé en 2017.
Les réseaux sont plus denses à l'ouest du pays et la circulation des marchandises et des personnes est particulièrement difficile vers Dakar et la presqu'île du Cap-Vert.
Les infrastructures sont plus rares dans le Sénégal oriental et le désenclavement de ces régions constitue un véritable défi. Sur certaines zones de l'extrême nord et est, les chemins sont souvent sableuses, où les 4x4 et pickups sont plus habilités

## Transports terrestres

### Autoroute
Le réseau des autoroutes sénégalaises est long de 221 km, c'est l'un des plus longs réseaux autoroutiers à péage en Afrique de l'Ouest.
Le 21 décembre 2018, le président Macky Sall a procédé à l‘inauguration de l’autoroute à péage reliant Thiès (ouest) à Touba (centre) soit 115 kilomètres. En dépit de son inauguration en grande pompe,  cette autoroute à péage a occasionné le mécontentement de certaines populations paysannes des régions de Thiès et de Diourbel, qui ont à plusieurs reprises manifesté pour dénoncer la destruction de leurs champs et réclamé des indemnisations à l’Etat. L’infrastructure d’un coût de 415 milliards FCFA est financée par la Chine. Elle  « constitue la colonne vertébrale de l’ossature qui préfigure un développement polycentrique », a soutenu le président Macky Sall. Plusieurs projets sont en cours d'études, en développement ou en construction et en particulier la section vers Kaolack depuis novembre 2021.

### Route

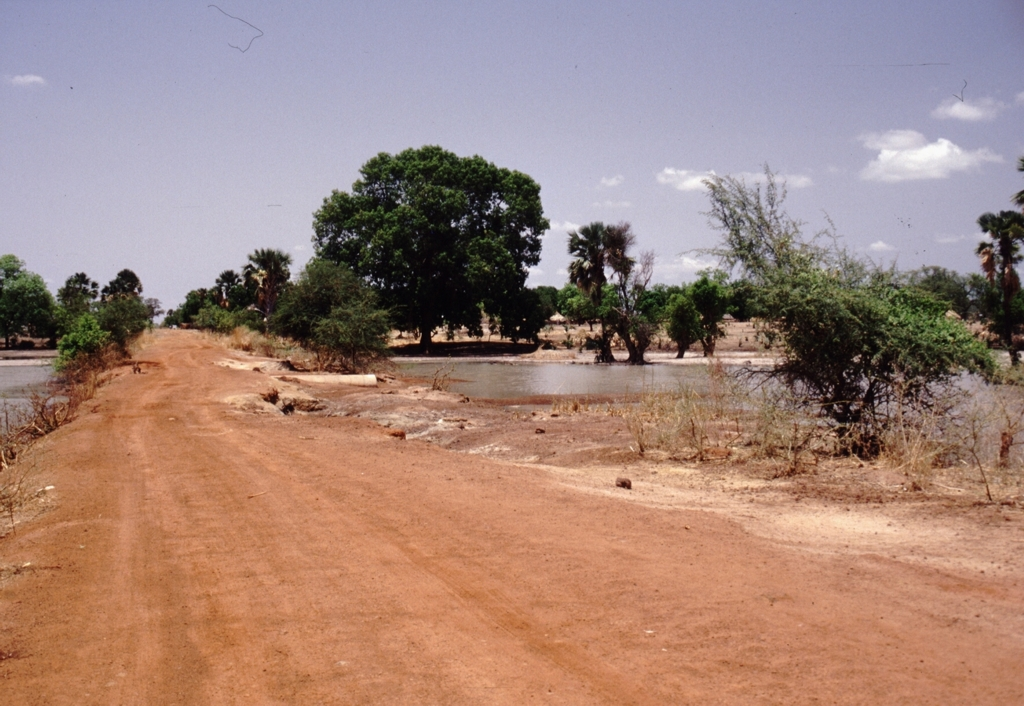
Piste en latérite reliant la Gambie (Njau) au Sénégal.

Trois axes routiers transafricains passent par Sénégal:
1. Transafricaine 1, Le Caire (Égypte) - Dakar —
2. Route trans-sahélienne, Dakar - N'Djamena (Tchad) —
3. Autoroute côtière trans-ouest-africaine, Dakar - Lagos (Nigeria) —

En 2003, le réseau routier sénégalais comportait 13 576 km, dont 3 972 km de routes goudronnées et 9 604 km de pistes. 

#### Cars rapides

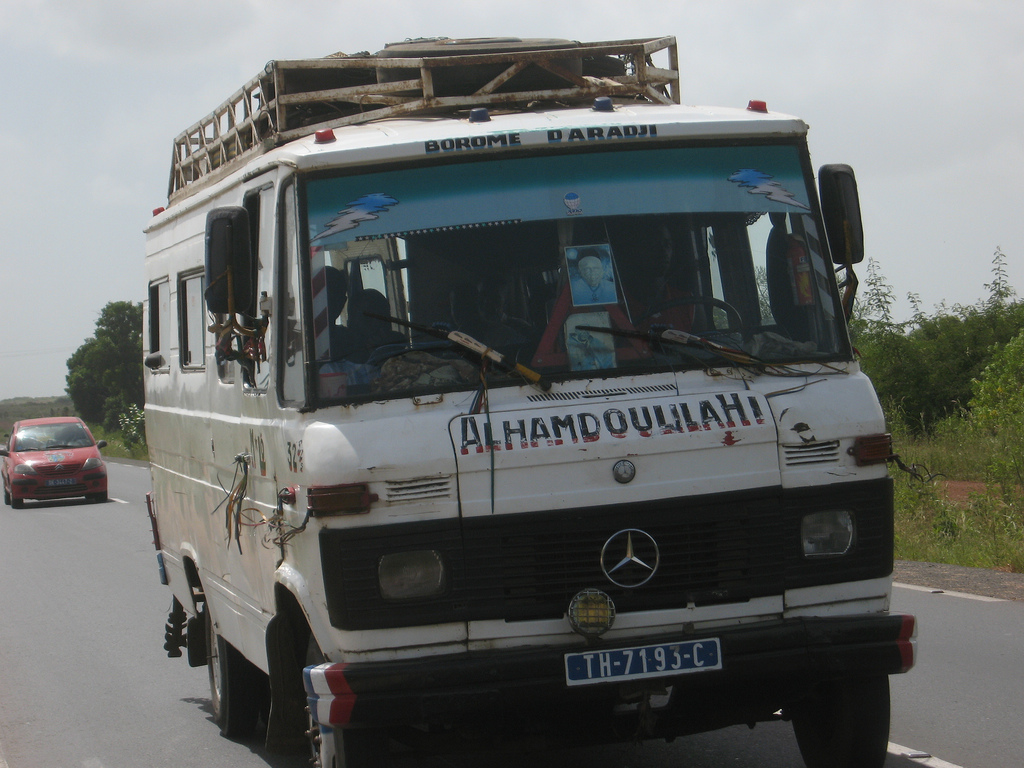
Un bus blanc Mercedes aux environs de Thiès.

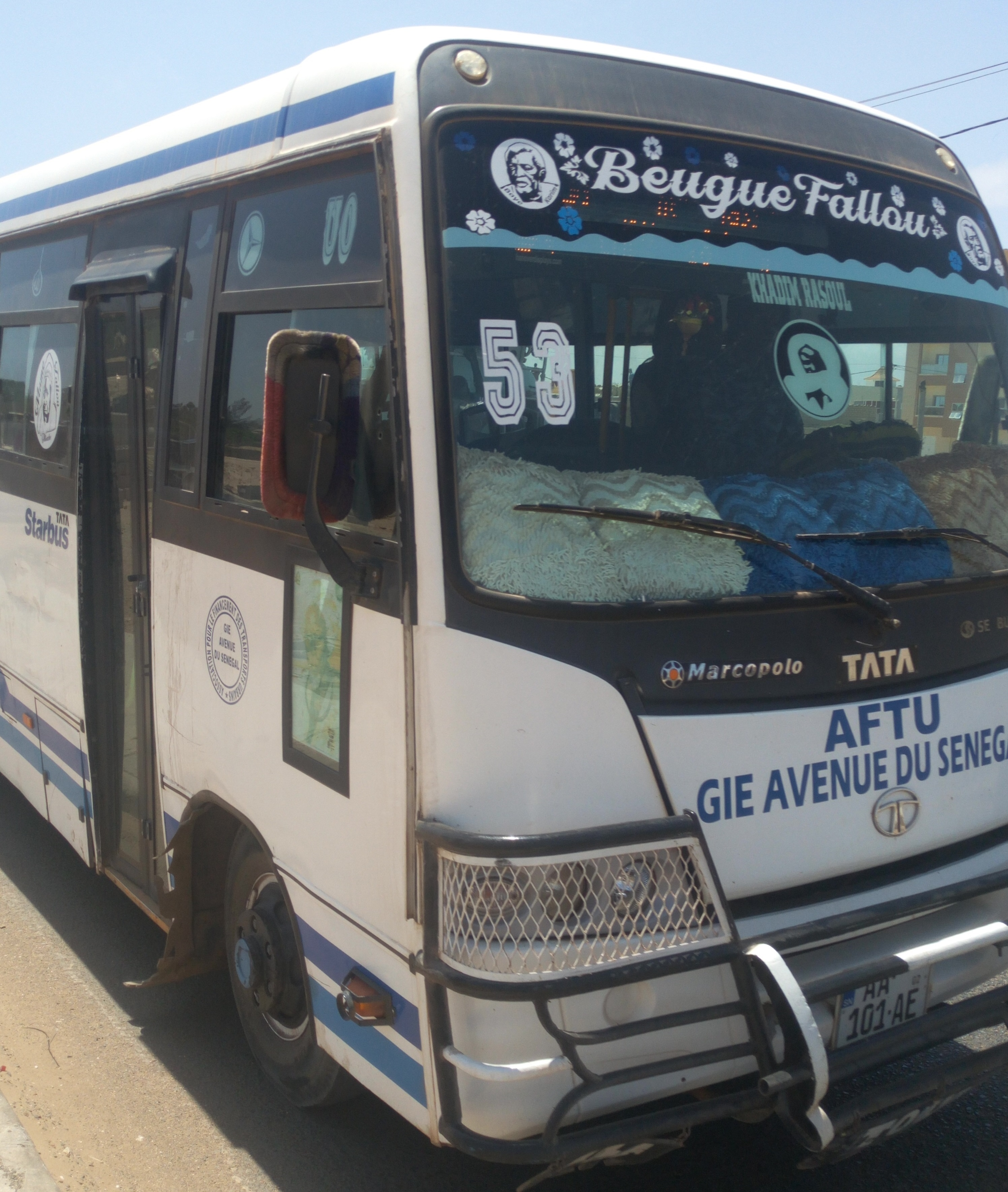
Bus de la ligne 53 de l'AFTU.

Abondamment décorés et couverts d'inscriptions religieuses (Alhamdoulilahi !, Que Dieu soit loué !), ils font partie intégrante du paysage sénégalais.
Lorsqu'ils sont de couleur jaune-orange-bleue, ce sont souvent des camionnettes Renault (Goélette Saviem) des années 1980, aménagées pour une vingtaine de passagers. Leur conduite parfois aléatoire, en raison de la densité du trafic et de leur mauvais état, leur a valu le surnom de « S'en fout la mort », parfois peint sur la carrosserie. On les appelle aussi « mille-kilos » ou « 22-places ». Ils sont utilisés pour des trajets urbains ou interurbains.
Mais il en existe d'autres, notamment les Ndiaga Ndiaye, minibus Mercedes de couleur blanche, généralement plus confortables.
Les cars mourides, les plus récents, assurent des lignes régulières, plutôt sur de longues distances.
À Dakar il existe aussi un réseau de bus municipaux (Dakar Dem Dikk).
Vers 2007 sont venus sur le réseau routier inter urbain des mini bus (marque TATA : fabricant indien) de couleur blanche avec des rayures bleues qui sont assemblés dans le pays et
qui relient la banlieue du centre ville ; en guise de remplacement des Mercedes précitées mais ce remplacement est en cours et est loin d’être totalement réussi même si ces dits minibus contribuent nettement à diminuer le problème de transport (caractérisé par un sectionnement) dans la capitale sénégalaise.

### Rail
Voulue par Faidherbe, la ligne de chemin de fer Dakar reliant à Saint-Louis — la première de l'Afrique de l'Ouest — fut inaugurée le 6 juillet 1885.

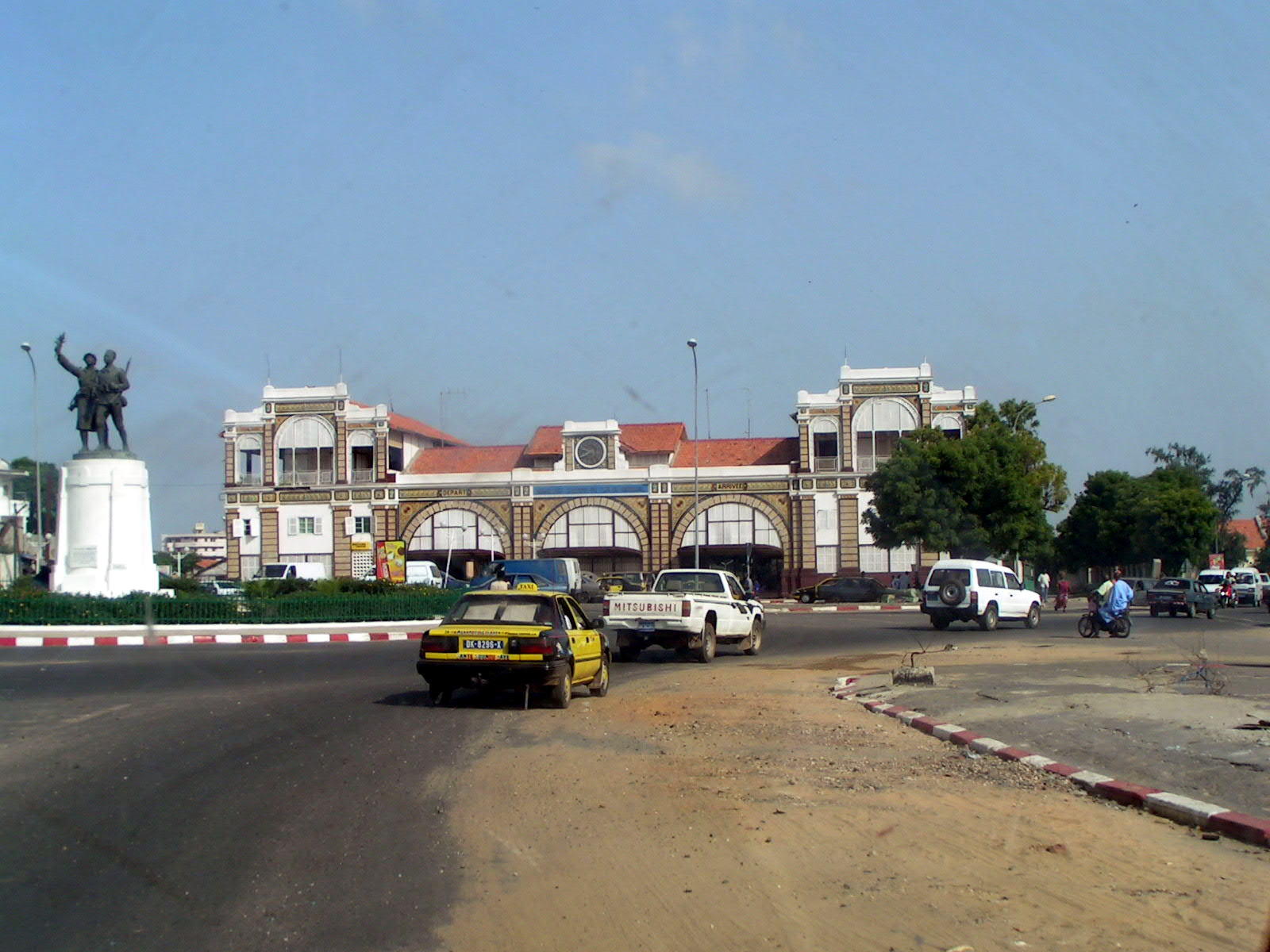
La gare de Dakar.

La gare de Dakar et celle de Saint-Louis datent de la même période.
La société nationale des chemins de fer du Sénégal est créée le 12 octobre 1989.
Dans l'intervalle, le transport de voyageurs entre Dakar et Saint-Louis a été abandonné. Outre l'axe principal reliant la capitale au Mali, il subsiste le dénommé Petit train de banlieue.
La ligne reliant Dakar à Bamako est abandonnée ainsi que celle qui reliait la capitale à Kaolack en passant par Diourbel et Guinguinéo.
De plus, le Petit train de banlieue effectuait lui son terminus à la gare de Dakar-Cyrnos tout comme la navette autorail qui ralliait Thiès à Dakar. Il n’existe qu’une seule ligne électrifiée actuellement dans le pays, c'est celle du nouveau TER. D'ailleurs, la réhabilitation totale de la gare de Dakar a été réalisée pour ce nouveau TER dont la mise en service commerciale est effective depuis le 28 décembre 2021. Le TER (Train Express Régional Dakar - AIBD), inauguré symboliquement le 14 janvier 2019 et officiellement le 27 décembre 2021 par le président Sénégalais, va jusqu'à Diamniadio (phase 1) ; l'ensemble de la ligne (un total de 59 km séparant Dakar de son nouvel aéroport international) sera ouverte au trafic voyageurs (TER) fin 2024 / début 2025. Un prolongement dudit TER vers le Sud est envisagé au delà du nouvel aéroport international à moyen terme.
Fin 2023, la CFS annonce que la ligne de chemin de fer entre Dakar et Bamako sera réhabilitée sous cinq ans. Dans le même temps, la ligne entre Dakar et Tambacounda est sur le point d'être réhabilitée après plusieurs années de travaux. Un premier tronçon est rouvert au trafic voyageurs depuis le 28 février 2024 entre Thiès et Diamniadio (correspondance dans la gare du TER afin atteindre la capitale, Dakar).

## Transports maritimes

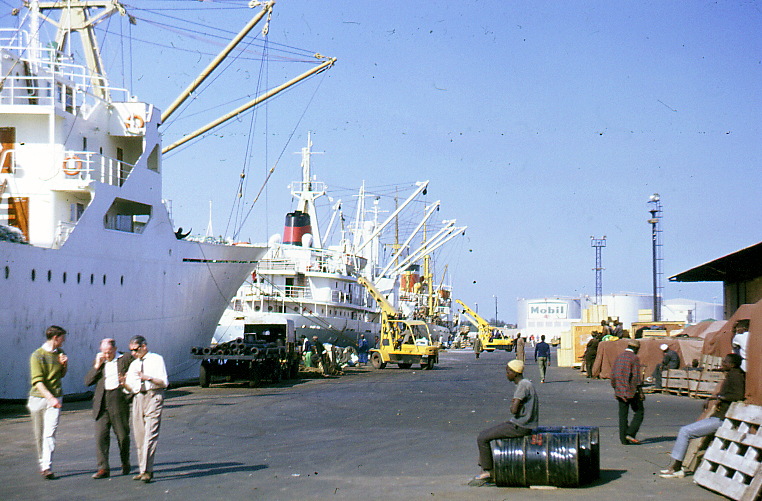
Le port de Dakar en 1967.

Le port le plus important est celui de Dakar (PAD). Les ports secondaires sont ceux de Saint-Louis, Kaolack et Ziguinchor.
Le naufrage du Joola en Casamance en septembre 2002, lié à de nombreux dysfonctionnements et notamment à une surcharge de passagers, reste dans toutes les mémoires. 

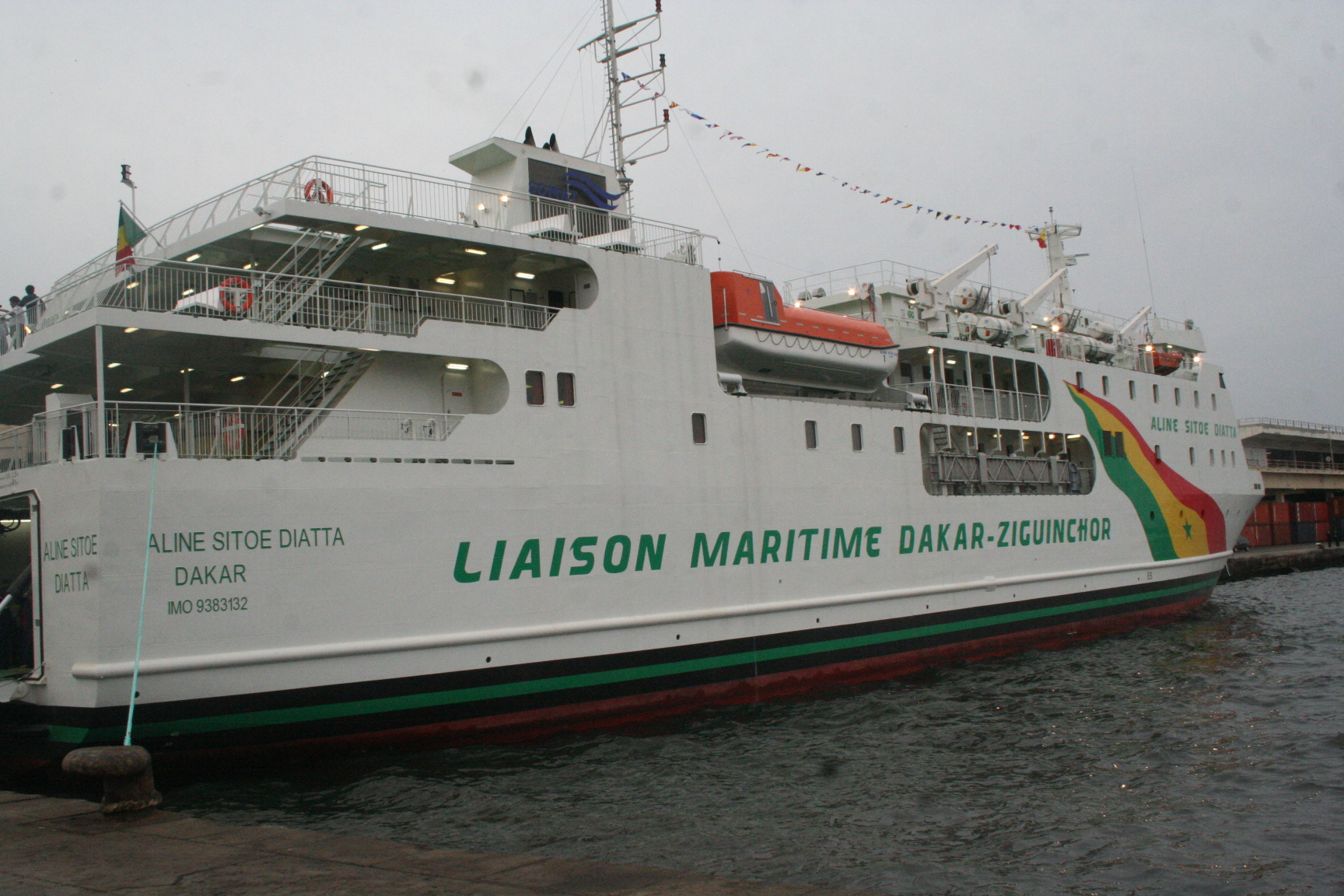
Le Aline Sitoé Diatta.

Un autre ferry avait d'abord pris la relève, le Wilis. En 16 heures, il reliait deux fois par semaine (de nuit) Dakar à Ziguinchor, transportant 462 personnes. Plus sûr et plus confortable, ce nouveau bateau ne faisait cependant pas l'unanimité. Encore sous le choc, les Casamançais restent inquiets, ils déplorent l'augmentation des tarifs à l'époque (Nota : escale à Karabane avec le nouveau ponton de transit active depuis 2015). L'économie locale de l'île et des environs demeure néanmoins assez sinistrée mais elle possède tout de même quelques atouts touristiques. Une émission de télévision française (2006), Thalassa, consacra un reportage à la problématique de jeunes Sénégalais tentant l'aventure des îles Canaries + autres problématiques : « Un nouveau bateau pour la Casamance ». 
Depuis mars 2008 un nouveau bateau assure la liaison, le Aline Sitoé Diatta.

## Transports fluviaux

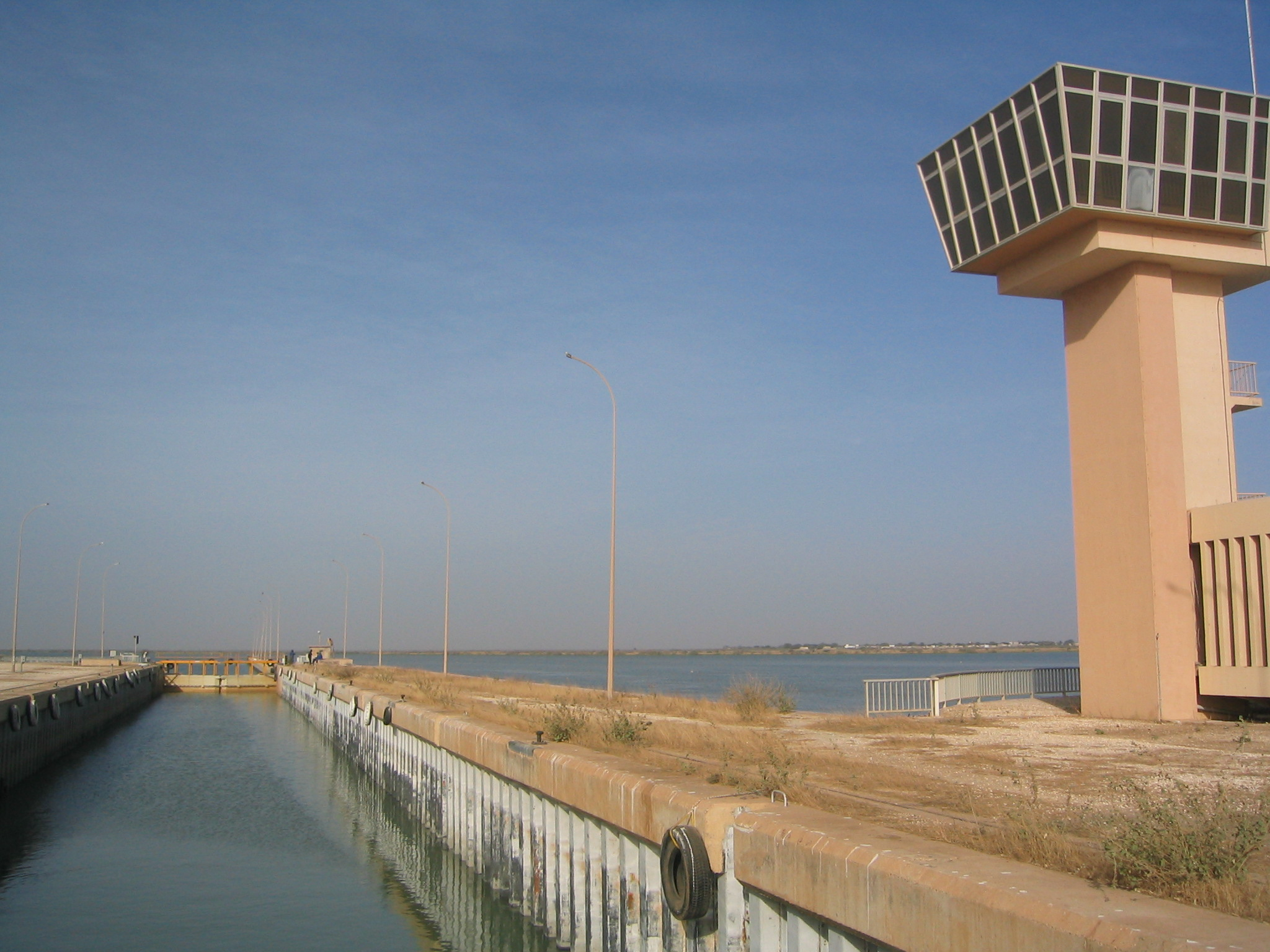
Écluse de navigation au barrage de Diama.

En 2005, le Sénégal disposait d'environ 1 000 km de voies navigables. 
Il s'agit principalement du fleuve Sénégal, du Saloum et du fleuve Casamance.
L'écluse de navigation du barrage de Diama – mis en service en 1988 à la frontière mauritanienne – doit permettre le passage des bateaux, mais n'est guère utilisée.

## Transports aériens
L'essor du tourisme est directement lié à la densité et à la qualité de ces infrastructures, puisque très peu de visiteurs se rendent au Sénégal par d'autres moyens de transport.

### Aéroports

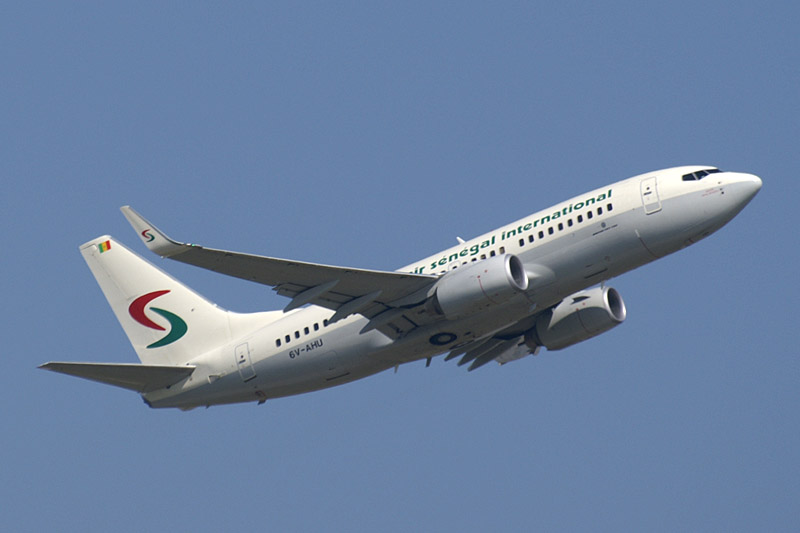
Air Sénégal International.

En 2006, on dénombrait au Sénégal 20 aéroports/aérodromes civils ou militaires.
L'aéroport international de Dakar-Léopold Sédar Senghor est l'ancien aéroport civil historique de classe internationale. Il est maintenant exclusivement réservé aux militaires (base aérienne) depuis la mise en service du nouvel aéroport international Blaise-Diagne.
Un nouvel aéroport (civil) moderne à Diass, à une quarantaine de kilomètres de Dakar, l'aéroport international Blaise-Diagne a été inauguré le 7 décembre 2017. La première pierre avait été posée par le Chef de l'État le 4 avril 2007. Son développement va connaître une nouvelle phase d'ici à 2025 avec la construction de nouveaux hangars, etc. A moyen / long terme, l'aéroport aura au moins deux pistes.
L'aéroport de Saint-Louis (reconstruction finalisée au printemps 2022 sauf retards), l'aéroport de Cap Skirring (travaux ponctuels encore possible) et l'aéroport de Ziguinchor (reconstruction / réhabilitation intégrale, réouverture entre mars et juin 2024 au plus tard) sont des aéroports régionaux contrôlés ou de première catégorie.
L'aérodrome de Tambacounda n'est pas contrôlé, mais il est pourvu d’un service de protection de la navigation aérienne.
Enfin d'autres aérodromes civils font l'objet d'inspections périodiques : aérodrome de Bakel - aérodrome de Kaolack - aérodrome de Kédougou - aérodrome de Kolda - aérodrome de Matam - aérodrome de Podor - aérodrome de Richard-Toll - aérodrome de Simenti
Celui de Linguère est actuellement fermé.
Par ailleurs, le Sénégal opère quelques aérodromes militaires, tels que la base aérienne 160 de Dakar-Ouakam.

### Compagnies aériennes
- Air Sénégal est la compagnie aérienne nationale du Sénégal. Fondée en 2016, elle est détenue par l'État à travers la Caisse des Dépôts et Consignation du Sénégal. Elle opère depuis l'Aéroport international Blaise-Diagne de Diass.

### Filmographie
- Commerce sur deux roues, court métrage documentaire d'Auguste Clément A., 1999 ?, 11'